# Jan Čížek (filozof)
Jan Čížek (* 15. června 1986 Prostějov) je český historik filozofie, komeniolog a vysokoškolský pedagog. Od roku 2015 působí na katedře filozofie Filozofické fakulty Ostravské univerzity, které je od roku 2019 vedoucím.

## Život
Po maturitě vystudoval filozofii a historii na Filozofické fakultě Univerzity Palackého v Olomouci, kde v roce 2014 obhájil disertační práci s názvem Filosoficko-teologická koncepce člověka v emendačním díle Jana Amose Komenského a získal titul Ph.D. V následujících letech působil jako postdoktorand v Oddělení pro komeniologii a intelektuální dějiny raného novověku Filosofického ústavu AV ČR, v.v.i. a jako odborný asistent na Filozofické fakultě Ostravské univerzity, jejíž katedru filozofie od roku 2019 vede. V roce 2023 se na Filozofické fakultě Univerzity Palackého habilitoval a byl jmenován docentem pro obor filozofie.

## Dílo
Od počátku své akademické dráhy se soustředí na dějiny filozofie a myšlení renesance a raného novověku, především osobností spjatých s dílem Jana Amose Komenského (Johann Heinrich Alsted, Francesco Patrizi, Francis Bacon), jimž věnoval přes dvě desítky odborných článků a tři monografie.  
Příležitostně se věnuje také popularizaci komeniologie, přičemž je zdrženlivý vůči nekritickému vyzdvihování aktuálnosti Komenského díla bez náležitého pochopení dobového kontextu.
V posledních letech se zabývá především tzv. mosaickou fyzikou neboli raně novověkým úsilím vybudovat přírodní filozofii na alternativním, biblickém základu, a vymezit ji vůči aristotelskému dědictví a jeho zátěži. Do tohoto hnutí patřil mimo jiné právě také Komenský. 

### Nejvýznamnější publikace
- Monografie: Raně novověká mosaická fyzika: První představitelé a jejich komeniánští pokračovatelé. Praha 2024. ISBN 978-80-7476-345-8.
- Monografie: Komenský a Bacon. Dvě raně novověké cesty k obnově vědění. Červený Kostelec 2017. ISBN 978-80-7465-265-3.
- Monografie: The Conception of Man in the Works of John Amos Comenius. Frankfurt am Main 2016. ISBN 978-3-631-67873-2.